# Theodore J. Lowi
Theodore J. Lowi (Gadsden, Alabama, Estados Unidos, 9 de julio de 1931-Ithaca, Nueva York, Estados Unidos, 17 de febrero de 2017) fue un politólogo estadounidense y profesor de ciencia política en la Universidad de Cornell. Fue director de la Asociación Americana de Ciencia Política en 1991 y presidente de la Asociación Internacional de Ciencia Política de 1997 a 2000. Su área de estudio fue el gobierno estadounidense y las políticas públicas, sobre los que escribió una variedad de libros. Sus libros más conocidos son The End of Liberalism y American Political Thought: A Norton Anthology.

## Biografía
Theodore Jay Lowi nació el 9 de julio de 1931 en Gadsden, Alabama, de padres Alvin y Janice Lowi. Tuvo dos hermanos, Alvin Jr. y Bertram, y dos hermanas, Jan Horn y Bettie Baer. Su padre, Alvin Rosenbaum Lowi, tenía una compañía de productos químicos, y su madre, Janice Haas, era profesora de piano y tocaba en películas de cine mudo. Lowi practicó el oboe desde la secundaria y recibió una beca de música para sus estudios de licenciatura en la Universidad Estatal de Míchigan. Posteriormente se unió a la orquesta de la Universidad de Cornell durante sus estudios ahí. Su primer matrimonio terminó en un divorcio. Con su segunda esposa, Angele Marie Daniel, tuvo dos hijos, Anna y Jason.
Lowi obtuvo su licenciatura en artes en 1954. Obtuvo el grado de maestro y doctor en ciencia política por la Universidad de Yale en los años 1955 y 1961, respectivamente. En 1958, dirigió la campaña de George Hawkins de Gadsden en las elecciones primarias para gobernador de Alabama. Hawkins quedó en sexto lugar de 14. También trabajó en la campaña del senador Eugene McCarthy en las primarias presidenciales demócratas de 1968 y apoyó a varios candidatos presidenciales, incluido el representante John B. Anderson, que concursó y perdió en 1980. En 1959, dieciocho meses antes de completar su doctorado en ciencia política en Yale, Lowi se unió a  Cornell. En 1965 se fue a la Universidad de Chicago pero regresó a Cornell en 1972. En esta universidad impartió la clase de Introducción a la Política Americana durante más de 35 años.
En 2015 murió su esposa Angele Marie. A sus 85 años y Lowi falleció el 17 de febrero de 2017 en Ithaca, Nueva York. Su muerte fue confirmada por su hija, Anna Lowi.

## Honores
En 1976, una encuesta de politólogos calificó el trabajo de Lowi como “la contribución más significativa a la disciplina” desde 1970 hasta 1976. En 1978 fue nombrado el científico político más influyente de los Estados Unidos por la Asociación Americana de Ciencia Política. En 1990, la misma asociación lo nombró uno de los académicos más citados e influyentes en su área. Esta asociación le otorgó el premio James Madison en 2008. En ese mismo año, Lowi obtuvo el grado de honor por la Universidad de Pavía. En 2013 recibió la medalla Wilbur Lucius Cross. Dos años más tarde, Lowi recibió el grado de catedrático emérito John L. de las Instituciones Americanas. Después de su muerte, la Asociación Americana de Ciencia Política junto con la Asociación Internacional de Ciencia Política creó el Premio al Primer Libro “Theodore J. Lowi” para honrar las contribuciones de Lowi al estudio de la política. Este premio reconoce al autor de un primer libro en cualquier campo de la ciencia política que muestre cualidades de amplia ambición, alta originalidad y audacia intelectual y, por tanto, muestre la promesa de tener un impacto sustancial en la disciplina general, independientemente del método, enfoque o tema de la investigación.

## Obras publicadas
- The End of Liberalism: The Second Republic of the United States (1969)
- The Politics of Disorder (1971)
- American Government: Incomplete Conquest (1976)
- The personal president: Power Invested Promise Unfulfilled (1985)
- The End of the Republican Era (1995)
- A republic of parties (1998)
- Hyperpolitics: An Interactive Dictionary of Political Science Concepts (2010) escrito en colaboración con Mauro Calise